# Jonas Hiller
Jonas Hiller (* 12. února 1982) je bývalý švýcarský profesionální hokejista. Kariéru ukončil 16. března 2020 ve věku 38 let.

## Ocenění a úspěchy
- 2004/2005 NLA brankář roku
- 2004 Spenglerův pohár All Star tým
- 2005 Spenglerův pohár All Star tým
- 2006/2007 NLA brankář roku
- 2006/2007 NLA nejužitečnější hráč
- 2011 - Hrál v NHL All-Star Game.

## Mezinárodní kariéra
Hiller hrál za Švýcarsko při zimních olympijských hrách Vancouver 2010. Švýcarsko obsadilo 8. místo a prohrálo proti USA ve čtvrtfinále. Také hrál za Švýcarsko v zimních olympijských hrách v Sochi 2014. Švýcarsko obsadilo 9. místo, prohrálo proti Lotyšsku v předkole Play off.

## Hráčská kariéra
- 2000 - 2003
  - HC Davos (NLA)
- 2003/2004
  - HC Lausanne (NLA)
  - HC La Chaux-de-Fonds (NLB)
- 2004 - 2007
  - HC Davos (NLA)
- 2007/2008
  - Portland Pirates (AHL)
  - Anaheim Ducks (NHL)
- 2008 - 2014
  - Anaheim Ducks (NHL)
- 2014-2016
  - Calgary Flames (NHL)
  - 2016-2020
  - EHC Biel (NLA)

## Osobní
Hiller hovoří plynně anglicky, německy a francouzsky.